# Chambray Touraine Handball
Maillots
Actualités
Dernière mise à jour : 22 avril 2024.

Le Chambray Touraine Handball est un club français de handball féminin basé à Chambray-lès-Tours (Indre-et-Loire) et fondé en 2010. Son équipe fanion évolue en Championnat de France de Division 1 depuis la saison 2016-2017.
Le club est présidé par Yves Guérin et entraîné par Mathieu Lanfranchi.

## Histoire
La section handball du club omnisports de Chambray-lès-Tours est créée en 1994 mais seule l'équipe masculine existe à cette époque. Il faut attendre 2006 pour voir la création de la section féminine avec la mise en place d'une entente avec la section féminine du club de Saint-Cyr-sur-Loire.  En 2010, la section se sépare du club omnisports et devient indépendant sous le nom de Chambray Touraine Handball.
Depuis 2014, le club se donne les moyens d'accéder à l'élite française en recrutant de nombreuses joueuses reconnues, telles que Sophie Herbrecht, Ionela Stanca-Gâlcă d'abord, puis Linda Pradel, Koumba Cissé ou Ana de Sousa à l'été 2015.
Deuxième de la saison 2015-2016 en division 2, Chambray accède pour la première fois de son histoire à l'élite du handball féminin français.
La saison 2016-2017 est la première du club en première division. Après un départ difficile, Chambray remporte le premier match de son histoire en LFH lors de la huitième journée à domicile contre le Brest Bretagne Handball. Dès lors, les promues enchaînent une série de neuf victoires en quatorze rencontres leur permettant de terminer à la sixième place du classement avec un bilan de neufs victoires, deux nuls et neuf défaites. En playoffs, Chambray est éliminé en quarts de finale par Brest.
En se classant 4e du championnat lors de la saison 2020-2021, Chambray se qualifie pour la première fois pour une coupe d'Europe la saison suivante. Leur parcours en Ligue européenne s'arrête à la phase de groupes. On peut noter le recrutement cette saison de l'internationale française Alexandra Lacrabère pour 1 an qui marque l'ambition du club.
Pour la saison 2022-2023, l'entraineur du club change: Mathieu Lanfranchi (ancien l'entraineur adjoint des Neptunes de Nantes la saison passée) devient le nouvel entraineur de Chambray, tandis que Jérôme Delarue devient l'entraineur adjoint des Neptunes de Nantes.

## Bilan saison par saison
Le club a enchainé trois montées en trois saisons, de la Nationale 3 en 2008 à la Division 2 en 2010. Vice-champion de Division 2 en 2016, le club est alors promu en Division 1. Au terme de la saison 2020-2021, le club obtient son meilleur résultat en D1 avec une quatrième place, synonyme de première qualification en coupe d'Europe.
| Saison    | Championnat   | Championnat | Championnat | Championnat          | Coupe de France | Coupes d'Europe       | Entraîneur         |
| Saison    | Div.          | Clas.       | Vic-Nul-Déf | Playoffs             | Coupe de France | Coupes d'Europe       | Entraîneur         |
| 2007-2008 | 5 Nationale 3 | ?           | ? - ?       | -                    | ?               | -                     | Guillaume Marquès  |
| 2008-2009 | 4 Nationale 2 | ?           | ? - ?       | -                    | ?               | -                     | Guillaume Marquès  |
| 2009-2010 | 3 Nationale 1 | ?           | ? - ?       | -                    | ?               | -                     | Guillaume Marquès  |
| 2010-2011 | 2 Division 2  | 8           | 11 - 1 - 2  | -                    | ?               | -                     | Guillaume Marquès  |
| 2011-2012 | 2 Division 2  | 3           | 14 - 4 - 8  | -                    | ?               | -                     | Guillaume Marquès  |
| 2012-2013 | 2 Division 2  | 6e          | 14 - 2 - 10 | -                    | 4e tour         | -                     | Guillaume Marquès  |
| 2013-2014 | 2 Division 2  | 4e          | 14 - 2 - 6  | -                    | 16e de finale   | -                     | Guillaume Marquès  |
| 2014-2015 | 2 Division 2  | 5e          | 12 - 2 - 8  | -                    | 8e de finale    | -                     | Guillaume Marquès  |
| 2015-2016 | 2 Division 2  | 2e          | 16 - 4 - 2  | -                    | 8e de finale    | -                     | Guillaume Marquès  |
| 2016-2017 | 1 Division 1  | 6e          | 9 - 2 - 9   | Quart de finale : 6e | 8e de finale    | -                     | Guillaume Marquès  |
| 2017-2018 | 1 Division 1  | 8e          | 7 - 1 - 14  | Quart de finale : 7e | Quart de finale | -                     | Guillaume Marquès  |
| 2018-2019 | 1 Division 1  | 7e          | 7 - 4 - 11  | Quart de finale : 6e | 8e de finale    | -                     | Guillaume Marquès  |
| 2019-2020 | 1 Division 1  | 11e         | -           | Non disputés**       | Demi-finale**   | -                     | Jérôme Delarue     |
| 2020-2021 | 1 Division 1  | 7e          | 7- 1 - 5    | 4e                   | Quart de finale | -                     | Jérôme Delarue     |
| 2021-2022 | 1 Division 1  | 6e          | 12- 3 - 11  | -                    | Demi-finale     | C3 - Phase de groupes | Jérôme Delarue     |
| 2022-2023 | 1 Division 1  |             |             | -                    |                 | C3 - 1er tour         | Mathieu Lanfranchi |

Légende : * : repêché, 1 à 3 : échelon de la compétition. ** : compétition arrêtée en raison de la pandémie de Covid-19

## Effectif

### Effectif actuel
- En cours de saison:
  - Lucie Modenel, Aminata Sow et Emma Perche ont rejoint le club après le dépôt de bilan de Bourg-de-Péage Drôme Handball.
  - Karichma Ekoh a quitté le club pour un club italien.

## Personnalités liées au club

### Joueuses

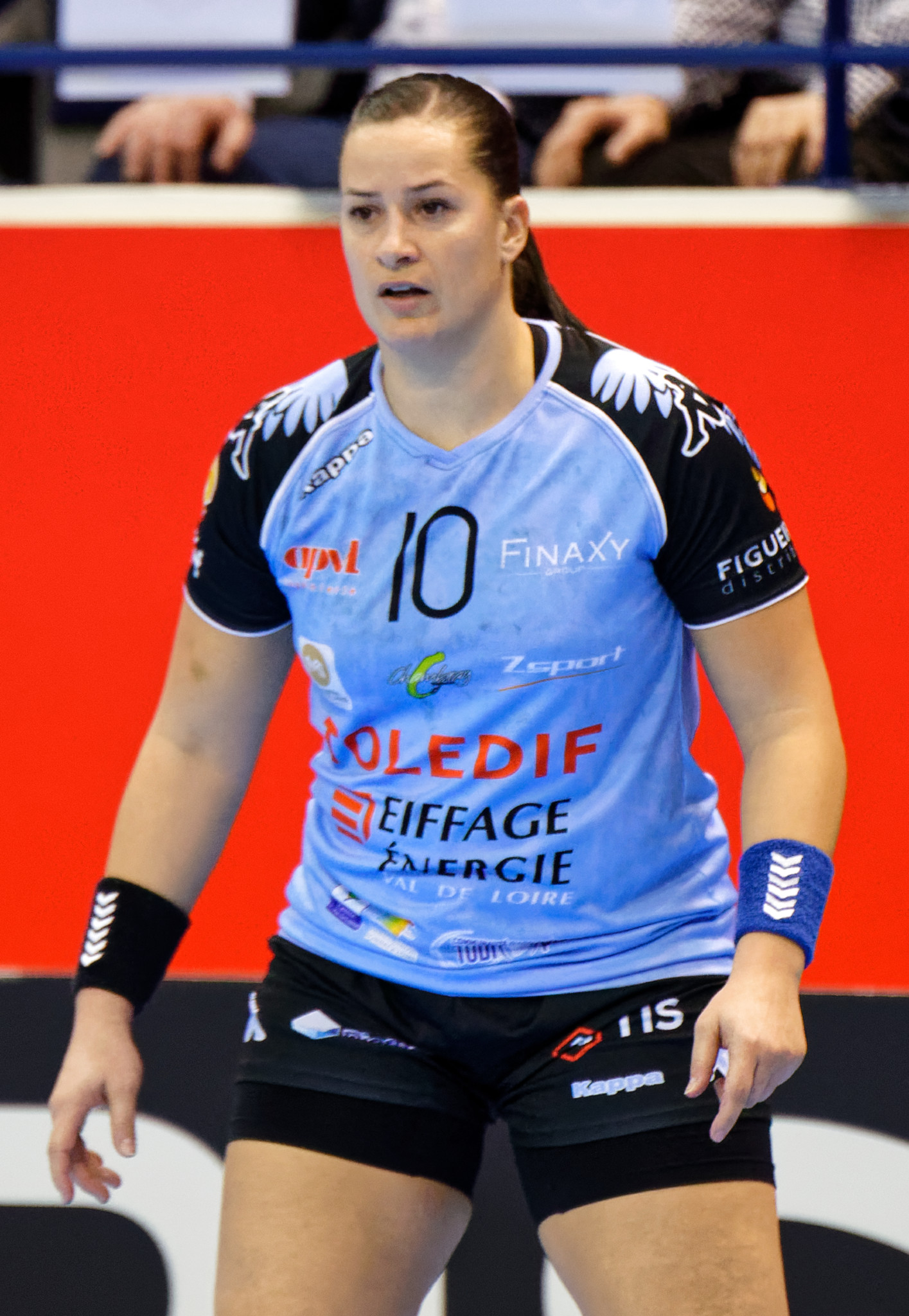
Sophie Herbrecht en 2017.

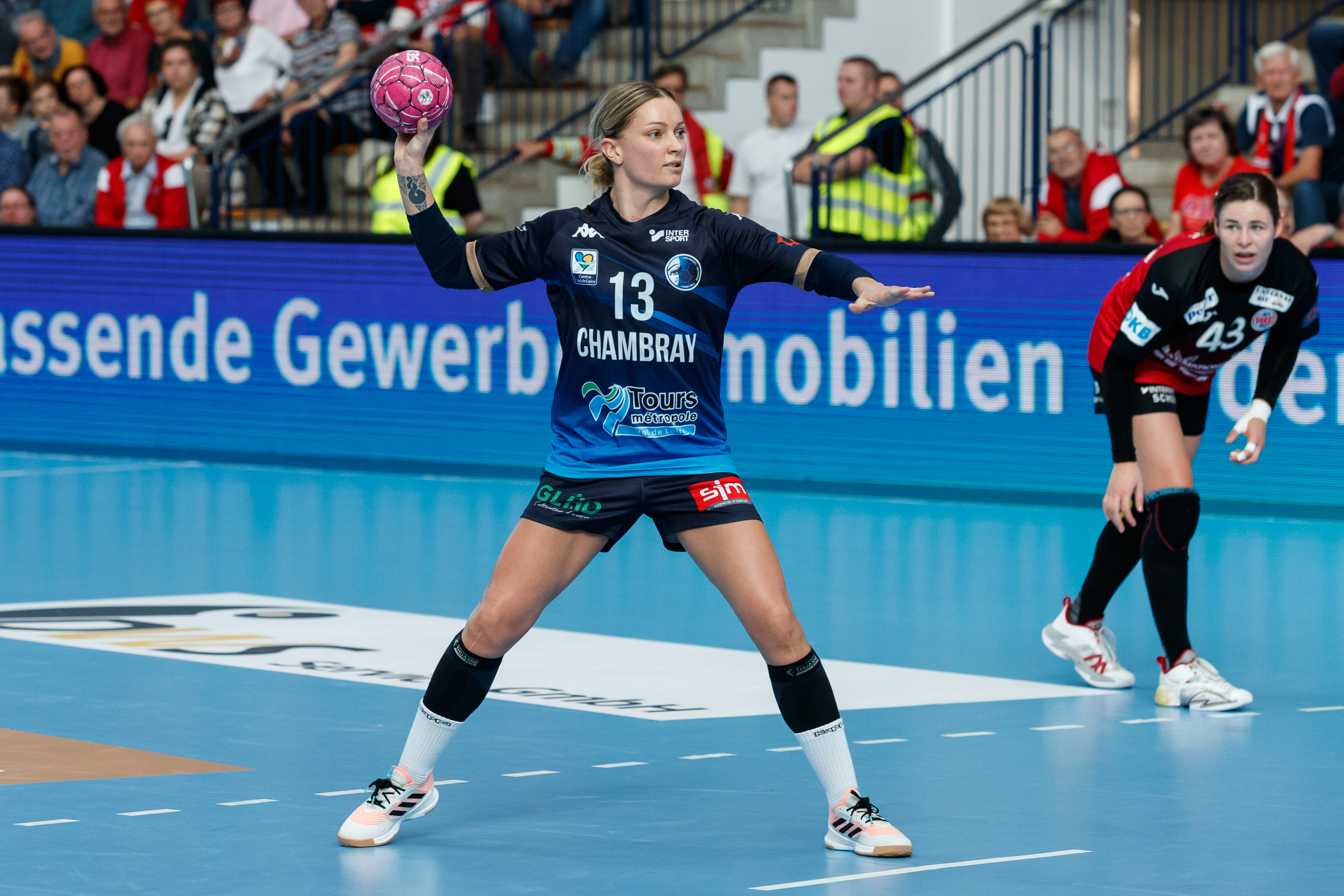
Manon Houette sur un jet de 7 m en 2022.

Parmi les joueuses ayant évolué au club, on trouve :
- Nely Carla Alberto : 2016 à 2018
- Camille Aoustin : 2011 à 2014
- Stella Baudouin : 2011 à ?
- Vanessa Boutrouille : 2011 à 2018
- Blandine Dancette : 2016 à 2017
- Mouna Chebbah : 2016 à 2019
- Koumba Cissé : 2015 à 2017
- Gisèle Donguet : 2010 à 2014
- Laura van der Heijden : depuis 2022
- Sophie Herbrecht : 2014 à 2017
- Manon Houette : 2022 à 2024
- Mateja Janes : 2009 à 2011
- Alexandra Lacrabère : 2021 à 2022
- Constance Mauny : 2014 à 2018 et depuis 2024
- Jacqueline Oliveira Santana : 2015 à 2018
- Linda Pradel : 2015 à 2021
- Ana Paula Rodrigues : 01/2020 à 2021
- Mariama Signaté : 2018 à 2019
- Ana de Sousa : 2015 à 2017
- Ionela Stanca-Gâlcă : de juillet à décembre 2014
- Jovana Stoiljković : depuis 2019
- Carin Strömberg : depuis 02/2025

### Entraineurs
- inconnu : de 1994 à 2006
- Guillaume Marquès : de 2006 à novembre 2019[2]
- Jérôme Delarue : de 2019 à 2022
- Mathieu Lanfranchi : depuis 2022

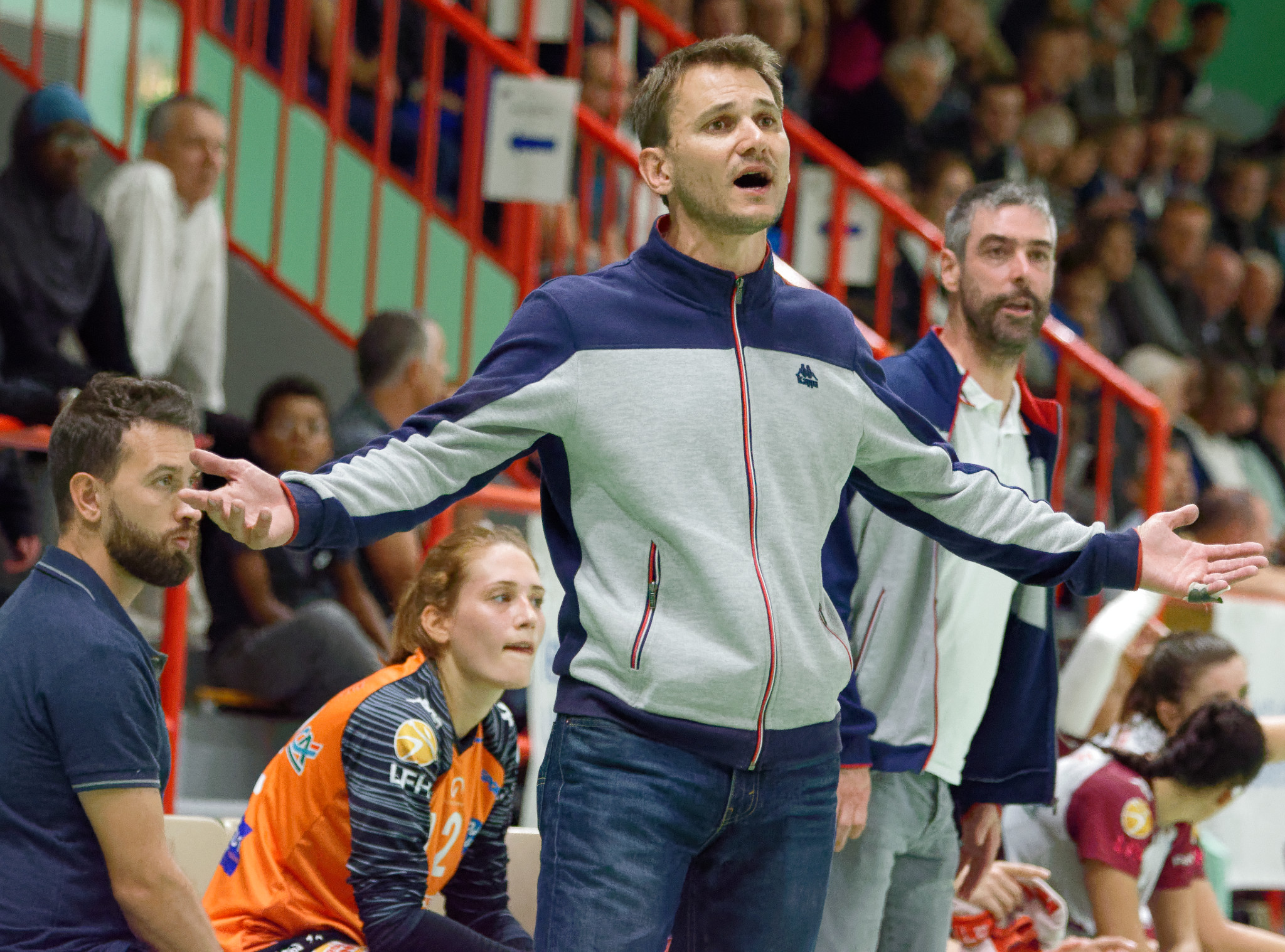
Guillaume Marquès (2018)
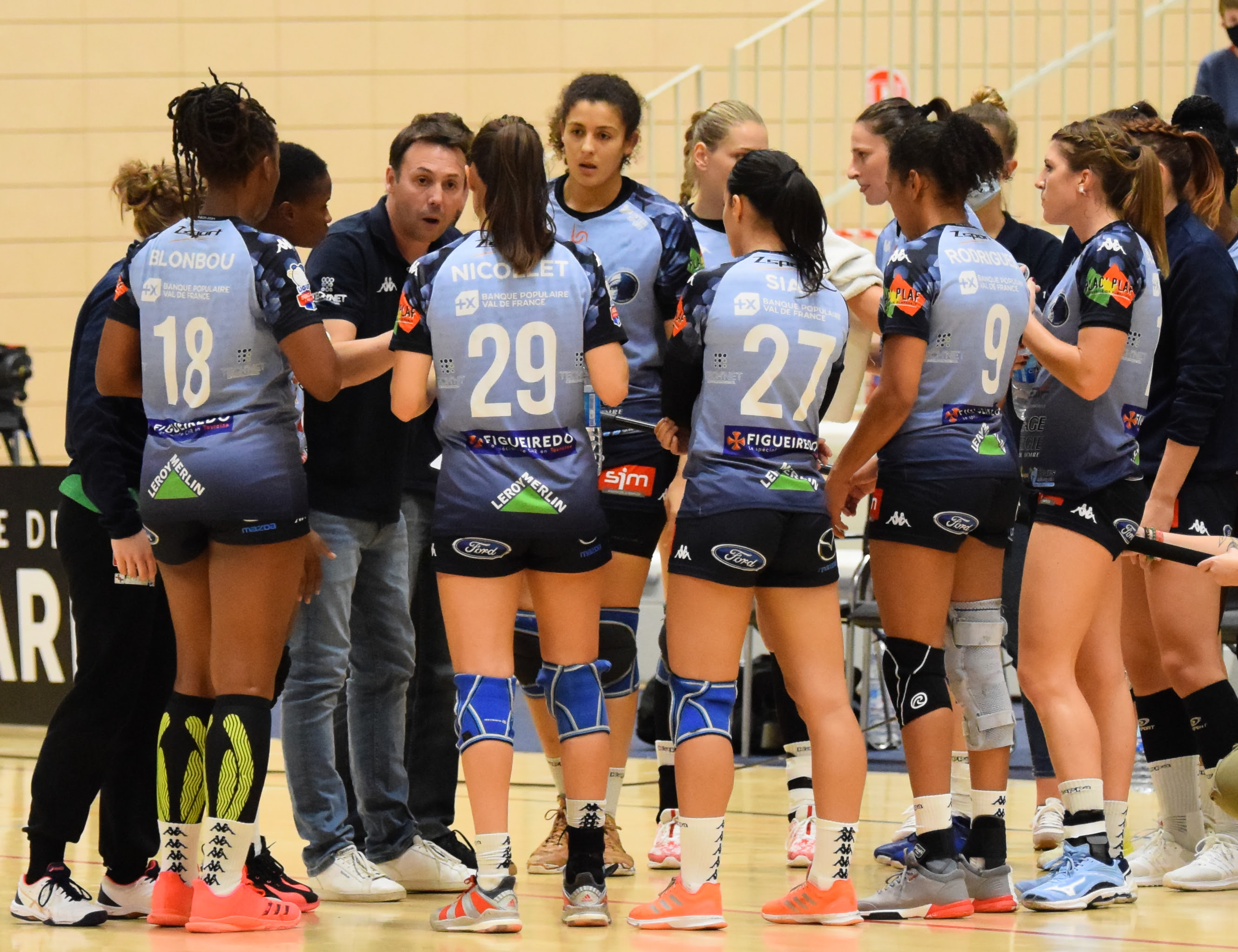
Jérôme Delarue (2020)
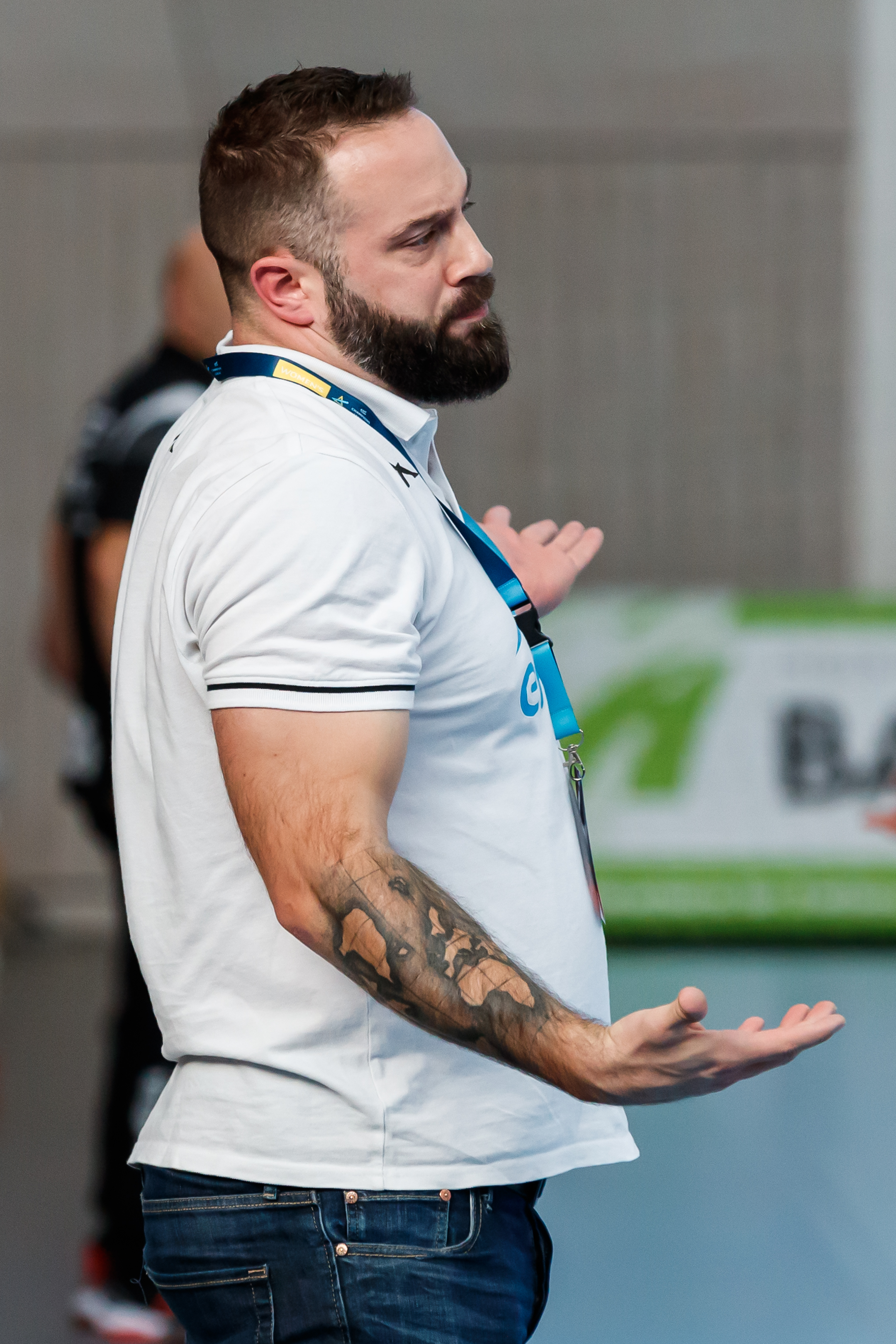
Mathieu Lanfranchi (2022)

### Directeur général
- Guillaume Marquès : depuis 2017[2]

## Logos successifs

Ancien logo.
Logo actuel